# 多布羅特維爾市鎮
多布羅特維爾鎮級市鎮（羅馬化：Dobrotvirska selyshchna hromada）是乌克兰西部的市鎮，位于利沃夫州舍普季茨基區。行政中心是多布羅特維爾镇。
面积206.4平方公里，人口11413人，其中乡村人口5004人，城镇人口6409人。

## 定居點
市鎮有一個鎮：
- 多布羅特維爾

和19个村庄：
- 赫里亞達
- 多利内 (锡莱茨长老区)
- 多利內 (舊多布羅特維爾長老區)
- 科扎基
- 科沙科夫斯基
- 馬賈爾尼亞-卡蘭斯卡
- 馬伊基
- 馬佳希
- 內茲納尼夫
- 佩雷卡爾基
- 波洛尼奇納
- 羅哈利
- 羅凱特
- 錫萊茨
- 舊多布羅特維爾
- 斯特里漢卡
- 塔爾塔克
- 特喬克
- 特希察[3]